# الدوري الهولندي الممتاز 1896–97
الدوري الهولندي الممتاز 1896–97 (بالهولندية: Nederlands landskampioenschap voetbal 1896/97)‏ هو الموسم 9 من الدوري الهولندي الممتاز. أشرف على تنظيمه الاتحاد الملكي الهولندي لكرة القدم، وفاز فيه AVV RAP ‏.